# Florstadt
Florstadt település Németországban, Hessen tartományban. Lakosainak száma 8902 fő (2023. december 31.).

## Népesség
A település népességének változása:
| Lakosok száma | 8702 | 8753 | 8798 | 8901 | 8902 |
|               | 2017 | 2019 | 2021 | 2022 | 2023 |